# Dinara Alimbekava
Dinara Alimbekava, beloruska biatlonka,  * 5. januar 1996.
Na olimpijskih igrah 2018 je v štafeti 4 × 6 km osvojila zlato medaljo. Alimbekava je decembra 2020 v avstrijskem Hochfilzenu prvič zmagala. 
Alimbekava se je rodila v Kazahstanu, očetu Kazahstanu in materi Belorusinji. Pri treh letih, se je njena družina preselila v Belorusijo, kjer se je rodil njen mlajši brat Ženja.

## Kariera

### Olimpijske igre
1 medalja (1 zlata)
| Dogodek        | Posamezna | Šprint | Zasledovanje | Skupinski štart | Štafeta | Mešana štafeta |
| -------------- | --------- | ------ | ------------ | --------------- | ------- | -------------- |
| 2018 Pjongčang | 56.       | -      | -            | -               | 1.      | -              |

### Svetovno prvenstvo
0 medalj
| Dogodek        | Posamezna | Šprint | Zasledovanje | Skupinski start | Štafeta | Mešana štafeta |
| -------------- | --------- | ------ | ------------ | --------------- | ------- | -------------- |
| 2019 Östersund | 85.       | 13.    | 35.          | -               | 11.     | -              |
| 2020 Antholz   | -         | 72.    | -            | -               | 13.     | -              |
| 2021 Pokljuka  | 17.       | 40.    | 21.          | 26.             | 4.      | 14.            |

### Svetovni pokal

#### Posamezne stopničke
- 1 zmaga
- 4 stopničke

|    | Sezona  | Datum             | Lokacija             | Raven          | Dirka           | Kraj |
| -- | ------- | ----------------- | -------------------- | -------------- | --------------- | ---- |
| 1. | 2020–21 | 11. decembra 2020 | Hochfilzen           | Svetovni pokal | Sprint          | 1.   |
| 2. | 2020–21 | 13. decembra 2020 | Hochfilzen           | Svetovni pokal | Zasledovanje    | 2.   |
| 3. | 2020–21 | 13. marec 2021    | Nové Město na Moravě | Svetovni pokal | Zasledovanje    | 2.   |
| 4. | 2020–21 | 21. marec 2021    | Östersund            | Svetovni pokal | Skupinski štart | 2.   |